# Élisabeth Alain
Pour les articles homonymes, voir Barsacq et Alain.
Élisabeth Alain, nom de scène d'Élisabeth Barsacq, est une comédienne française, née le 17 décembre 1937 à New York, morte le 26 juin 1974 à Brindisi (Italie).

## Biographie
Fille d'André Barsacq, Élisabeth prend comme nom de scène le prénom de son frère Alain.
Elle étudie à l'École d'art dramatique de la rue Blanche avec Berthe Bovy, puis au Conservatoire national d'art dramatique avec Jean Debucourt et Fernand Ledoux. En 1961, elle sort du Conservatoire avec un premier prix, ex aequo avec Geneviève Casile.
Elle renonce à la Comédie-Française et lui préfère alors le théâtre privé. Très jeune, elle sut tisser des liens d'amitié avec des auteurs dramatiques contemporains, Dominique Rolin, Marcel Aymé, Jean Anouilh, Félicien Marceau, pour qui elle tint le rôle de jeune première. 
Elle a été la partenaire à la scène d'Emmanuelle Riva, Philippe Avron, Delphine Seyrig, Jacques Perrin, Laurent Terzieff, Pierre Michael, Claude Rich, Jacques François, Louis Velle, Niels Arestrup, Jacques Weber, Jacques Dufilho, Jacques Toja, Jean-Pierre Marielle, Philippe Noiret, Pierre Pernet, Jacques Lassalle ou Pierre Arditi.
En 1973 à la mort d'André Barsacq, elle succède avec ses frères Jean-Louis et Alain Alexis Barsacq à son père à la tête du théâtre de l'Atelier et présente une mise en scène de Georges Wilson, Long voyage vers la nuit de Eugène O'Neill, et L'Homme en question de Félicien Marceau, mise en scène de Pierre Franck.
Mariée à Jean Weil, mère de trois jeunes enfants, elle meurt accidentellement par noyade à trente-six ans, un an seulement après le décès de son père André Barsacq. Elle est inhumée au nouveau cimetière de Pontpoint dans l'Oise.
Roger Nimier dans son texte Les Maxibules, Marcel Aymé dans ses meubles, a écrit à son sujet : « Elisabeth Alain a de douces mines et le léger enrouement qu'il faut lorsqu'on entre dans les Contes du chat perché : un jour on est fille, un autre chatte, un troisième fée. On a de longs cheveux châtains et blonds qui bordent bien votre visage. »

## Théâtre
- 1957 : Le Légataire universel de Jean-François Regnard, mise en scène André Barsacq, Théâtre de l'Atelier
- 1957 : Les Acteurs de bonne foi de Marivaux, mise en scène André Barsacq, Théâtre de l'Atelier
- 1958 : L'Épouvantail de Dominique Rolin, mise en scène André Barsacq, Théâtre de l'Œuvre
- 1959 : Un beau dimanche de septembre de Ugo Betti, mise en scène André Barsacq, Théâtre de l'Atelier
- 1960 : Les Ambassades de Roger Peyrefitte, mise en scène André Barsacq, Théâtre des Bouffes-Parisiens
- 1961 : Les Maxibules de Marcel Aymé, mise en scène André Barsacq, Théâtre des Bouffes-Parisiens
- 1961 : La Surprise de l'amour de Marivaux, mise en scène André Barsacq, Théâtre de l'Atelier
- 1961 : Le Barbier de Séville de Beaumarchais, mise en scène André Barsacq, Théâtre de l'Atelier
- 1962 : L'Avare de Molière, mise en scène André Barsacq, Théâtre de l'Atelier
- 1963 : Un mois à la campagne d'Ivan Tourgueniev, mise en scène André Barsacq, Théâtre de l'Atelier
- 1966 : L'Idiot d'après Dostoïevski, adaptation et mise en scène André Barsacq, Théâtre de l'Atelier
- 1967 : Château en Suède de Françoise Sagan, mise en scène André Barsacq, Théâtre de l'Atelier
- 1969 : Le Babour de Félicien Marceau, mise en scène André Barsacq, Théâtre de l'Atelier
- 1969 : Mon destin moqueur d'Anton Tchekov, mise en scène André Barsacq, Théâtre Hébertot
- 1970 : La Forêt d'Alexandre Ostrovski, mise en scène André Barsacq, Théâtre de l'Atelier
- 1970 : L'Enterrement d'Henry Monnier, mise en scène André Barsacq, Théâtre de l'Atelier
- 1972 : Crime et Châtiment de Fiodor Dostoïevski, mise en scène André Barsacq, Théâtre de l'Atelier

## Filmographie

### Télévision
- 1963 : Le Général Dourakine d'Yves-André Hubert
- 1964 : Château en Suède d'André Barsacq
- 1966 : La Clef des cœurs d'Yves-André Hubert
- 1966 : Un mois à la campagne d'André Barsacq
- 1967 : Le Roi-cerf d'André Barsacq
- 1968 : Le Revizor d'André Barsacq
- 1969 : Le Tribunal de l'impossible, série, épisode Le Sabbat du Mont d'Etenclin de Michel Subiela
- 1970 : L'Idiot d'André Barsacq
- 1972 : Les Oiseaux de lune d'André Barsacq
- 1972 : Le 16 à Kerbriant de Michel Wyn
- 1972 : Les Flocons rouges de Michel Maigrot
- 1974 : L'Affaire Hamblin d'André Michel
- 1975 : Les Cinq Dernières Minutes, épisode, Le lièvre blanc aux oreilles noires de Claude Loursais : Stéphanie